# 대수적 K이론
수학에서 대수적 K이론(代數的K理論, 영어: algebraic K-theory)은 환의 가군들을 다루는 K이론의 한 종류다. 대수적 K이론은 기하학, 위상 수학, 환론, 정수론과 연결된다. 기하, 대수 및 산술 대상에는 {\displaystyle K}군이라는 대상이 할당된다. 이들은 군이다. 여기에는 원래 대상에 대한 자세한 정보가 포함되어 있지만 계산하기가 아주 어렵다. 예를 들어, 정수의 {\displaystyle K}군을 계산하는 것은 중요한 미해결 문제이다.
{\displaystyle K}이론은 1950년대 후반 알렉산더 그로텐디크가 대수다양체에 대한 교차 이론을 연구하면서 발전시켰다. 현대 수학에서 그로텐디크는 0번째 {\displaystyle K}군인 {\displaystyle K_{0}}만 정의했지만 이 군 하나에도 그로텐디크-리만-로흐 정리와 같은 많은 응용이 있다. 교차 이론은 모티브 코호몰로지, 특히 저우 군과의 연결을 통해 (고차) 대수적 {\displaystyle K}이론의 발전에 여전히 동기를 부여하는 힘이다. 이 주제는 또한 이차 상호성과 실수체와 복소수체 사이에 수체를 삽입하는 것과 같은 고전적인 정수론 주제뿐만 아니라 고차 조절자의 구성 및 L 함수의 특수 값과 같은 보다 현대적인 문제를 포함한다.
다른 대수 구조의 관점에서 이러한 군에 대한 적절한 설명이 발견되었다는 의미에서 부분 {\displaystyle K}군이 먼저 발견되었다. 예를 들어, {\displaystyle F}가 체인 경우 {\displaystyle K_{0}(F)}는 정수 {\displaystyle \mathbb {Z} }와 동형이며 선형 공간 차원의 개념과 밀접하게 관련된다. 가환 환 {\displaystyle R}의 경우, 군 {\displaystyle K_{0}(R)}은 {\displaystyle R}의 피카드 군과 관련되며, {\displaystyle R}이 슈체에서 정수환일 때 이는 유군의 고전적 구성을 일반화한다. 군 {\displaystyle K_{1}(R)}은 단원군 {\displaystyle R^{\times }}과 밀접하게 관련되어 있으며 {\displaystyle R}이 체인 경우 정확히 단원군이다. 수체 {\displaystyle F}의 경우 군 {\displaystyle K_{2}(F)}는 유체론, 힐베르트 기호 및 완비화에 대한 2차 방정식의 해결 가능성과 관련된다. 대조적으로, 고차 {\displaystyle K}군의 환에 대한 정확한 정의를 찾는 것은 대니얼 퀼런의 어려운 업적이었고, 대수적 다형체의 고차 {\displaystyle K}군에 대한 많은 기본적 사실은 로버트 토마슨의 연구 이전까지는 알려지지 않았다.

## 정의
대수적 K이론에서 다루는 중심 개념은 (대수적) K군(영어: algebraic K-group) {\displaystyle \operatorname {K} _{\bullet }(-)}이다. 이들은 주어진 환 {\displaystyle R}에 대하여 주어지는 일련의 아벨 군들이다.
K군은 다양하게 정의할 수 있다.
- 퀼런 플러스 구성(영어: Quillen plus-construction)은 역사적으로 가장 최초의 정의이다. 이 정의는 주어진 환의 무한 일반선형군의 분류 공간에 그 기본군의 일부를 죽이는 연산을 가한 뒤, 호모토피 군을 취하는 것으로 구성된다. 대니얼 퀼런이 도입하였다.
- 퀼런 Q-구성(영어: Quillen Q-construction) 역시 대니얼 퀼런이 도입하였다. 이 정의는 퀼런 완전 범주라는 특정한 가법 범주에 대하여 적용되며, 퀼런 완전 범주에서 대상을 그대로 두고 사상을 다르게 정의한 뒤, 이에 대응하는 단체 집합을 취하고, 그 호모토피 군을 취한다. Q-구성을 환 {\displaystyle R} 위의 유한 생성 사영 가군 범주 {\displaystyle \operatorname {fgProjMod} _{R}}에 적용할 경우, 이는 퀼런 플러스 구성과 일치한다.
- 발트하우젠 S-구성(영어: Waldhausen S-construction)은 발트하우젠 범주(영어: Waldhausen category)라는 구조가 주어진 범주에 대하여 적용된다. 퀼런 완전 범주 위의 유계 사슬 복합체의 범주 {\displaystyle \operatorname {bCh} ({\mathcal {E}})}는 자연스럽게 발트하우젠 범주를 이루며, 이에 따라 발트하우젠 S-구성은 퀼런 Q-구성을 일반화한다. 프리트헬름 발트하우젠(독일어: Friedhelm Waldhausen)이 도입하였다.

### 퀼런 플러스 구성
환 {\displaystyle R}가 주어졌다고 하자. 그렇다면, (이산 공간으로 간주한) 그 일반선형군 {\displaystyle \operatorname {GL} (n;R)}들의 귀납적 극한
{\displaystyle \operatorname {GL} (\infty ;R)=\varinjlim _{n\to \infty }\operatorname {GL} (n;R)}
을 취하자. 이는 위상군을 이룬다. 이 위상군의 분류 공간 {\displaystyle \operatorname {B} (\operatorname {GL} (\infty ;R))}을 취하자.
위상 공간 {\displaystyle \operatorname {B} (\operatorname {GL} (\infty ;R))} 위에 플러스 구성 {\displaystyle \operatorname {B} (\operatorname {GL} (\infty ;R))^{+}}을 가할 수 있다. 이 경우 그 호모토피 군들이 바뀌지만, 호몰로지 군은 바뀌지 않는다. 구체적으로, {\displaystyle \operatorname {GL} (\infty ;R)\cong \pi _{1}(\operatorname {B} (\operatorname {GL} (\infty ;R)))}의 정규 부분군 {\displaystyle E\triangleleft \operatorname {GL} (\infty ;R)}은 하나의 성분을 제외하고 다른 모든 성분이 모두 무한 단위 행렬을 이루는 원소들로부터 생성된다. 그렇다면, 기본군의 정규 부분군 {\displaystyle E}를 죽이는 플러스 연산을 가하여 위상 공간 {\displaystyle \operatorname {B} (\operatorname {GL} (\infty ;R))^{+}}을 얻는다. 그렇다면, {\displaystyle i>0}에 대하여 {\displaystyle i}차 K군 {\displaystyle \operatorname {K} _{i}(R)}은 {\displaystyle \operatorname {B} (\operatorname {GL} (\infty ;R))^{+}}의 {\displaystyle i}차 호모토피 군이다.
{\displaystyle \operatorname {K} _{i}(R)=\pi _{i}(\operatorname {B} (\operatorname {GL} (\infty ;R))^{+})\qquad (i>0)}
{\displaystyle i=0}일 경우 위 공식은 성립하지 않는다. ({\displaystyle \operatorname {B} (\operatorname {GL} (\infty ;R))^{+}}는 항상 경로 연결 공간이다.) 환의 0차 K군 {\displaystyle \operatorname {K} _{0}(R)}는 독립적으로 간단히 정의될 수 있으며, 이 경우
{\displaystyle \pi _{i}(R)=\pi _{i}\left(\operatorname {B} (\operatorname {GL} (\infty ;R))^{+}\times \operatorname {K} _{0}(R)\right)}
로 정의할 수 있다. (여기서 {\displaystyle \operatorname {K} _{0}(R)}는 이산 위상을 준 위상군이다.)

### 퀼런 Q-구성
퀼런 완전 범주 {\displaystyle {\mathcal {E}}}가 주어졌다고 하자. 그렇다면, 범주 {\displaystyle \operatorname {Q} ({\mathcal {E}})}는 다음과 같은 범주이다.
- {\displaystyle \operatorname {Q} ({\mathcal {E}})}의 대상은 {\displaystyle {\mathcal {E}}}의 대상과 같다.
- {\displaystyle \operatorname {Q} ({\mathcal {E}})}에서 {\displaystyle X,Y\in {\mathcal {E}}} 사이의 사상은 {\displaystyle {\mathcal {E}}}에서의 그림 {\displaystyle X\twoheadleftarrow A\hookrightarrow Y}의 동치류이다. 여기서, 두 그림 {\displaystyle X\twoheadleftarrow A\hookrightarrow Y}, {\displaystyle X\twoheadleftarrow A'\hookrightarrow Y} 사이에 다음 그림을 가환 그림으로 만드는 동형 사상 {\displaystyle A\to A'}이 존재한다면 두 그림을 서로 동치로 간주한다.
{\displaystyle {\begin{matrix}X&\twoheadleftarrow &A&\hookrightarrow &Y\\\|&&\downarrow &&\|\\X&\twoheadleftarrow &A'&\hookrightarrow &Y\end{matrix}}}
- {\displaystyle \operatorname {Q} ({\mathcal {E}})}에서 항등 사상은 {\displaystyle X{\overset {\operatorname {id} }{\twoheadleftarrow }}X{\overset {\operatorname {id} }{\hookrightarrow }}X}이다.
- {\displaystyle \operatorname {Q} ({\mathcal {E}})}에서 사상의 합성은 당김을 통해 정의된다. 즉, 그림 {\displaystyle X\twoheadleftarrow A\hookrightarrow Y}와 {\displaystyle Y\twoheadleftarrow B\hookrightarrow Z}의 합성은 다음과 같은 당김 {\displaystyle A\times _{Y}B}로서 정의된다.
{\displaystyle {\begin{matrix}&&A&\twoheadleftarrow &A\times _{Y}B&\hookrightarrow &B\\&&\|&&&&\|\\X&\twoheadleftarrow &A&\hookrightarrow &Y&\twoheadleftarrow &B&\hookrightarrow &Z\end{matrix}}}

이제, {\displaystyle \operatorname {Q} ({\mathcal {E}})}의 신경 {\displaystyle \operatorname {nerve} (\operatorname {Q} ({\mathcal {E}}))}을 취하자. 이는 단체 집합이다. {\displaystyle {\mathcal {E}}}의 {\displaystyle i}차 K군(영어: K-group)은 {\displaystyle \operatorname {nerve} (\operatorname {Q} ({\mathcal {E}}))}의 (기하학적 실현의) {\displaystyle i+1}차 호모토피 군이다.
{\displaystyle \operatorname {K} _{i}({\mathcal {E}})=\pi _{i+1}(\operatorname {nerve} (\operatorname {Q} ({\mathcal {E}})))}

### 발트하우젠 S-구성
발트하우젠 범주(Waldhausen範疇, 영어: Waldhausen category) {\displaystyle ({\mathcal {C}},{\mathfrak {W}},{\mathfrak {C}})}는 다음과 같은 데이터로 구성된다.
- {\displaystyle {\mathcal {C}}}는 영 대상을 갖는 범주이다.
- {\displaystyle {\mathfrak {W}}}는 {\displaystyle {\mathcal {C}}}의 사상들의 모임이다. 그 원소를 약한 동치(영어: weak equivalence)라고 한다. 이를 {\displaystyle {\xrightarrow {\sim }}}로 나타내자.
- {\displaystyle {\mathfrak {C}}}는 {\displaystyle {\mathcal {C}}}의 사상들의 모임이다. 그 원소를 쌍대올뭉치(영어: cofibration)라고 한다. 이를 {\displaystyle \hookrightarrow }로 나타내자.

이 데이터는 다음 조건을 만족시켜야 한다.
- 모든 동형 사상은 약한 동치이자 쌍대올뭉치이다.
- 영 대상으로부터의 사상 {\displaystyle 0\to X}는 쌍대올뭉치이다.
- 쌍대올뭉치는 합성에 대하여 닫혀 있다.
- 임의의 {\displaystyle X\hookleftarrow Z\to Y}에 대하여, 밂 {\displaystyle X\cup _{Z}Y}으로 가는 표준적 사상 {\displaystyle Y\to X\cup _{Z}Y}는 쌍대올뭉치이다.
- 다음 가환 그림이 주어졌을 때, 유도 사상 {\displaystyle X\cup _{Z}Y\to {\tilde {X}}\cup _{\tilde {Z}}{\tilde {Y}}}는 약한 동치이다.
{\displaystyle {\begin{matrix}X&\hookleftarrow &Z&\to &Y\\{\scriptstyle \wr }\downarrow &&\downarrow \scriptstyle \wr &&\downarrow \scriptstyle \wr \\{\tilde {X}}&\hookleftarrow &{\tilde {Z}}&\to &{\tilde {Y}}\end{matrix}}}

발트하우젠 범주 {\displaystyle {\mathcal {C}}} 및 자연수 {\displaystyle n\in \mathbb {N} }이 주어졌을 때, 다음과 같은 범주 {\displaystyle {\mathcal {S}}_{n}({\mathcal {C}})}을 생각하자.
- {\displaystyle {\mathcal {S}}_{n}({\mathcal {C}})}의 대상은 다음 조건을 만족시키는 대상 {\displaystyle X_{i,j}} ({\displaystyle i\leq j}) 및 이들 사이의 적절한 사상으로 구성된다.
  - {\displaystyle X_{ii}=0}
  - 쌍대올뭉치의 열 {\displaystyle 0=X_{0,0}\hookrightarrow X_{0,1}\hookrightarrow X_{0,2}\hookrightarrow \cdots \hookrightarrow X_{0,n}}이 존재한다.
  - {\displaystyle i\leq j\leq k}에 대하여, {\displaystyle X_{jk}}는 {\displaystyle 0\leftarrow X_{i,j}\hookrightarrow X_{i,k}}의 밂이다.
- {\displaystyle {\mathcal {S}}_{n}({\mathcal {C}})}의 사상은 적절한 그림들을 가환 그림으로 만드는 {\displaystyle {\mathcal {C}}}-사상들의 열 {\displaystyle f_{i,j}\colon X_{i,j}\to Y_{i,j}}로 구성된다.

그렇다면, 각 {\displaystyle {\mathcal {S}}_{n}({\mathcal {C}})} 역시 자연스럽게 발트하우젠 범주를 이룬다. 또한, 이들을 모두 모은 {\displaystyle {\mathcal {S}}_{\bullet }({\mathcal {C}})}는 자연스럽게 단체 범주(영어: simplicial category, (작은) 범주의 범주에서의 단체 대상)를 이룬다.
이 연산 {\displaystyle {\mathcal {S}}_{\bullet }(-)}을 거듭해서 가하자. 그렇다면, 일련의 단체 범주 {\displaystyle {\mathcal {C}},{\mathcal {S}}_{\bullet }({\mathcal {C}}),{\mathcal {S}}_{\bullet }({\mathcal {S}}_{\bullet }({\mathcal {C}})),\dots }들을 얻는다. 이들은 자연스럽게 스펙트럼 {\displaystyle {\mathcal {S}}({\mathcal {C}})}을 이룬다.
{\displaystyle {\mathcal {C}}}의 K군들은 스펙트럼 {\displaystyle {\mathcal {S}}({\mathcal {C}})}의 안정 호모토피 군들이다.

## 낮은 차수의 K군

### K0
{\displaystyle R}가 (단위원을 가진) 환이라고 하자. 0차 K군 {\displaystyle \operatorname {K} _{0}(R)}는 {\displaystyle R}의 유한 생성 사영 가군들의 그로텐디크 군이다. 이는 세르-스완 정리에 따라서, 벡터 다발의 그로텐디크 군인 위상 K군에 대응한다.
유사환에 대해서도 K군을 정의할 수 있다. 포함 함자 {\displaystyle \operatorname {Ring} \hookrightarrow \operatorname {Rng} }의 수반 함자를 사용해, 유사환 {\displaystyle S}에 단위원을 추가해 환 {\displaystyle R\cong S\oplus \mathbb {Z} }으로 만들 수 있다. 이에 따라 짧은 완전열
{\displaystyle 0\to S\to R\to 0}
이 존재한다. 그렇다면 {\displaystyle S}의 K군 {\displaystyle K_{0}(S)}는 이에 의하여 유도되는 군 준동형
{\displaystyle K_{0}(R)\to K(\mathbb {Z} )\cong \mathbb {Z} }
의 핵이다.
보다 일반적으로, 퀼런 완전 범주 {\displaystyle {\mathcal {E}}}의 0차 K군 {\displaystyle \operatorname {K} _{0}({\mathcal {E}})}는 {\displaystyle {\mathcal {E}}}의 대상의 동형류들로 생성되는 자유 아벨 군으로부터, 모든 허용 확대 {\displaystyle X\hookrightarrow Y\twoheadrightarrow Z}에 대하여 {\displaystyle [X]-[Y]+[Z]}로 생성되는 부분군에 대한 몫군을 취한 것이다.

#### 상대적K0
{\displaystyle I}를 {\displaystyle A}의 이데알로 정의하고 데카르트 곱 {\displaystyle A\times A}의 부분 환으로 "더블"을 정의한다.
{\displaystyle D(A,I)=\{(x,y)\in A\times A:x-y\in I\}\ .}
상대적 {\displaystyle K}군은 "double"
{\displaystyle K_{0}(A,I)=\ker \left({K_{0}(D(A,I))\rightarrow K_{0}(A)}\right)\ .}
여기서 사상은 첫 번째 인자에 따른 사영에 의해 유도된다.
상대적 {\displaystyle K_{0}(A,I)}는 {\displaystyle K_{0}(I)}와 동형이며 {\displaystyle I}를 항등원이 없는 환으로 간주한다. {\displaystyle A}로부터의 독립성은 호몰로지에서 절제 정리와 비슷하다.

#### 환으로서K0
{\displaystyle A}가 가환 환이라면, 사영 가군의 텐서 곱은 다시 사영이므로 텐서 곱은 {\displaystyle K_{0}}을 항등식으로 동치류 {\displaystyle [A]}를 갖는 가환 환으로 바꾸는 곱셈을 유도한다. 외적은 비슷하게 λ-환 구조를 유도한다. 피카르 군은 단위 {\displaystyle K_{0}(A)^{*}}군의 부분 군으로 포함된다.

### K1
{\displaystyle R}가 (단위원을 가진) 환이라고 하자. 그렇다면, 무한 일반선형군을 다음과 같은 귀납적 극한으로 정의하자.
{\displaystyle \operatorname {GL} (\infty ;R)=\varinjlim _{n\to \infty }\operatorname {GL} (n,R)}
그렇다면, 1차 K군 {\displaystyle \operatorname {K} _{1}(R)}는 무한 일반선형군의 아벨화이다.
{\displaystyle \operatorname {K} _{1}(R)=\operatorname {GL} (\infty ;R)^{\operatorname {ab} }=\operatorname {GL} (\infty ;R)/[\operatorname {GL} (\infty ;R),\operatorname {GL} (\infty ;R)]}
하이먼 배스는 환의 단원 군을 일반화하는 다음 정의를 제공했다: {\displaystyle K_{1}(A)}는 무한 일반 선형 군의 아벨화이다.
{\displaystyle K_{1}(A)=\operatorname {GL} (A)^{\mbox{ab}}=\operatorname {GL} (A)/[\operatorname {GL} (A),\operatorname {GL} (A)]}
여기서
{\displaystyle \operatorname {GL} (A)=\operatorname {colim} \operatorname {GL} (n,A)}
는 {\displaystyle \operatorname {GL} (n+1)}{\displaystyle \operatorname {GL} (n+1)}에 좌상단 블록 행렬로서 포함되는 {\displaystyle \operatorname {GL} (n)}의 직접 극한이다. {\displaystyle [\operatorname {GL} (A),\operatorname {GL} (A)]}는 그것의 교환자 부분 군이다. 기본 행렬을 항등 행렬과 단일 비대각 원소의 합으로 정의한다(이는 선형 대수학에서 사용되는 기본 행렬의 부분 집합이다). 그런 다음 화이트헤드의 보조 정리는 기본 행렬에 의해 생성된 군 {\displaystyle E(A)}가 교환자 부분 군 {\displaystyle [\operatorname {GL} (A),\operatorname {GL} (A)]}와 같다고 말한다. 실제로 군 {\displaystyle \operatorname {GL} (A)/E(A)}는 화이트헤드에 의해 처음 정의되고 연구되었으며 환 {\displaystyle A}의 화이트헤드 군이라고 한다.

#### 상대적K1
상대적 K-군은 "double"
{\displaystyle K_{1}(A,I)=\ker \left({K_{1}(D(A,I))\rightarrow K_{1}(A)}\right)\ .}
자연스러운 완전열이 있다
{\displaystyle K_{1}(A,I)\rightarrow K_{1}(A)\rightarrow K_{1}(A/I)\rightarrow K_{0}(A,I)\rightarrow K_{0}(A)\rightarrow K_{0}(A/I)\ .}

#### 가환 환 및 체
{\displaystyle A} 가환 환에 대해 행렬식 det를 정의할 수 있다: {\displaystyle \operatorname {GL} (A)\rightarrow A^{*}}에서 {\displaystyle A} 단원 군으로 {\displaystyle E(A)}에서 사라지고 따라서 사상 det로 내려간다. : {\displaystyle K_{1}(A)\rightarrow A^{*}}. {\displaystyle E(A)\vartriangleleft {\text{SL}}(A)}로 특수 화이트헤드 군 {\displaystyle {\text{S}}K_{1}(A):={\text{SL}}(A)/E(A)}를 정의할 수도 있다. 이 사상은 사상 {\displaystyle A^{*}\rightarrow \operatorname {GL} (1,A)\rightarrow K_{1}(A)} (왼쪽 위 모서리에 있는 단위)를 통해 분할되고 따라서 특정 화이트헤드 군을 핵로 가지며 분할 짧은 완전열을 생성한다. :
{\displaystyle 1\to SK_{1}(A)\to K_{1}(A)\to A^{*}\to 1,}
이는 특수 선형 군을 정의하는 일반적인 분할 짧은 완전열의 몫이다.
{\displaystyle 1\to \operatorname {SL} (A)\to \operatorname {GL} (A)\to A^{*}\to 1.}
행렬식은 단원군 {\displaystyle A^{*}=\operatorname {GL} _{1}(A)}를 일반 선형 군 {\displaystyle \operatorname {GL} (A)}에 포함하여 분할하므로 {\displaystyle K_{1}(A)}는 단원군과 특수 화이트헤드 군의 직합 {\displaystyle K_{1}(A)\cong A^{*}\oplus {\text{S}}K_{1}(A)}으로 분할된다.
{\displaystyle A}가 유클리드 정역(예: 체 또는 정수)인 경우 {\displaystyle {\text{S}}K_{1}(A)}는 사라지고 행렬식 사상은 {\displaystyle K_{1}(A)}에서 {\displaystyle A^{*}} 로 가는 동형사상이다. 이것은 일반적으로 PID에 대해 거짓이므로 모든 PID에 일반화되지 않는 유클리드 정역의 드문 수학적 특징 중 하나를 제공한다.{\displaystyle {\text{S}}K_{1}(A)}이 0이 아닌 명시적 PID는 1980년 Ischebeck과 1981년 그레이슨이 제공했다 {\displaystyle A}가 그의 몫 체가 대수적 수체 (유리수의 유한 확장)인 데데킨트 정역이면 Milnor (1971)는 {\displaystyle {\text{S}}K_{1}(A)}가 사라진다는 것을 보여준다.
{\displaystyle {\text{S}}K_{1}}의 소멸은 {\displaystyle \operatorname {GL} }에서 {\displaystyle \operatorname {GL} _{1}}의 상에 의해 {\displaystyle K_{1}}가 생성된다는 의미로 해석될 수 있다. 이것이 실패하면 {\displaystyle K_{1}}가 {\displaystyle \operatorname {GL} _{2}}의 상에 의해 생성되는지 여부를 물을 수 있다. 데데킨드 정역이 이에 해당한다. 실제로 {\displaystyle K_{1}}은 {\displaystyle \operatorname {GL} }의 {\displaystyle \operatorname {GL} _{1}}과 {\displaystyle \operatorname {SL} _{2}}의 상에 의해 생성된다. {\displaystyle \operatorname {SL} _{2}}에 의해 생성된 {\displaystyle {\text{S}}K_{1}}의 부분 군은 메니케 기호로 연구할 수 있다. 극대 이데알 유한에 의한 모든 몫을 갖는 데데킨트 정역의 경우 {\displaystyle {\text{S}}K_{1}}은 비틀림 군이다.
비가환 환의 경우 행렬식를 일반적으로 정의할 수 없지만 사상 {\displaystyle \operatorname {GL} (A)\rightarrow K_{1}(A)}는 행렬식의 일반화이다 .

#### 중심 단순 대수
체 F 에 대한 중심 단순 대수 {\displaystyle A}의 경우, 축소된 노름은 사상 {\displaystyle K_{1}(A)\rightarrow F^{*}}및 {\displaystyle {\text{S}}K_{1}(A)} 핵로 정의될 수 있는 행렬식의 일반화를 제공한다. 왕의 정리는 {\displaystyle A}가 소수 차수이면 {\displaystyle {\text{S}}K_{1}(A)}는 사소하고 이것은 제곱 없는 차수로 확장될 수 있다고 말한다. 왕은 또한 {\displaystyle {\text{S}}K_{1}(A)}가 수체에 대한 모든 중앙 단순 대수에 대해 사소한 것임을 보여주었지만 Platonov는 {\displaystyle {\text{S}}K_{1}(A)}가 중요하지 않은 소수 제곱 정도의 대수에 대한 예를 제공했다.

### K2
{\displaystyle R}가 (단위원을 가진) 환이라고 하자. 그렇다면, 일반선형군 {\displaystyle \operatorname {GL} (\infty ;R)}의 교환자 부분군 {\displaystyle [\operatorname {GL} (\infty ;R),\operatorname {GL} (\infty ;R)]}을 생각하자. 이는 완전군이며, 따라서 보편 중심 확대를 갖는다. 이 보편 중심 확대를 {\displaystyle R}의 스테인베르그 군(Steinberg群, 영어: Steinberg group) {\displaystyle \operatorname {St} R}라고 한다. 이는 로베르트 스테인베르그가 도입하였다.
2차 K군 {\displaystyle \operatorname {K} _{2}(R)}는 {\displaystyle R}의 스테인베르그 군 {\displaystyle \operatorname {St} R}의 중심이다.
{\displaystyle \operatorname {K} _{2}(R)=\operatorname {Z} (\operatorname {St} R)}
존 밀너는 {\displaystyle K_{2}}의 올바른 정의를 찾았다. 이것은 {\displaystyle A}의 스타인버그 군 {\displaystyle {\text{St}}(A)}의  중심이다.
이는 사상
{\displaystyle \varphi \colon \operatorname {St} (A)\to \mathrm {GL} (A),}
의 핵으로 정의할 수도 있다. 또는 기본 행렬 군의 슈어 승수로 정의할 수도 있다.
체의 경우 {\displaystyle K_{2}}는 스타인버그 기호에 의해 결정된다. 이것은 마츠모토의 정리로 이어진다.
유한 체에 대해 {\displaystyle K_{2}}가 0임을 계산할 수 있다. {\displaystyle K_{2}(\mathbb {Q} )}의 계산은 복잡하다: 테이트가 증명했다
{\displaystyle K_{2}(\mathbf {Q} )=(\mathbf {Z} /4)^{*}\times \prod _{p{\text{ odd prime}}}(\mathbf {Z} /p)^{*}\ }
그리고 그 증명은 이차 상호 법칙에 대한 가우스의 첫 번째 증명을 따랐다고 말했다.
아르키메데스 국소 체가 아닌 경우, 군 {\displaystyle K_{2}(F)}는 예를 들어 차수가 {\displaystyle m}인 유한 순환 군과 나눗셈 군 {\displaystyle K_{2}(F)^{m}}의 직합이다.
{\displaystyle K_{2}(\mathbb {Z} )=\mathbb {Z} /2}이며 일반적으로 {\displaystyle K_{2}}는 수체의 정수환에 대해 유한하다.
또한 {\displaystyle n}이 4로 나누어지면 {\displaystyle K_{2}(\mathbb {Z} )=\mathbb {Z} /2}이고 그렇지 않으면 0이다.
마츠모토 정리에 따르면 체 {\displaystyle k}에 대해 두 번째 {\displaystyle K}군은
{\displaystyle K_{2}(k)=k^{\times }\otimes _{\mathbf {Z} }k^{\times }/\langle a\otimes (1-a)\mid a\not =0,1\rangle .}
마츠모토의 원래 정리는 훨씬 더 일반적이다. 모든 근계에 대해 불안정한 {\displaystyle K}이론에 대한 표현을 제공한다. 이 표현은 사교 근계에 대해서만 여기에 제공된 것과 다르다. 비사교 근계의 경우 근계에 대해 불안정한 두 번째 {\displaystyle K}군은 정확히 {\displaystyle \operatorname {GL} (A)}에 대한 안정적인 {\displaystyle K}군이다. 불안정한 두 번째 {\displaystyle K}군(이 문맥에서)은 주어진 근계에 대한 보편 유형의 셰발리 군의 보편 중심 확대의 핵을 취함으로써 정의된다. 이 구조는 근계 {\displaystyle A_{n}\;\forall n>1}에 대한 스타인버그 확장의 핵을, 그리고 극한에서 안정적인 두 번째 {\displaystyle K}군을 생성한다.

#### 긴 완전열
{\displaystyle A}가 분수 {\displaystyle F}의 체를 갖는 데데킨트 정역이면 긴 완전열이 있다.
{\displaystyle K_{2}F\rightarrow \oplus _{\mathbf {p} }K_{1}A/{\mathbf {p} }\rightarrow K_{1}A\rightarrow K_{1}F\rightarrow \oplus _{\mathbf {p} }K_{0}A/{\mathbf {p} }\rightarrow K_{0}A\rightarrow K_{0}F\rightarrow 0\ }
여기서 {\displaystyle {\mathbf {p} }}는 {\displaystyle A}의 모든 주 이데알에 걸쳐 있다.
상대적 {\displaystyle K_{1}}와 {\displaystyle K_{0}}에 대한 완전열의 확장도 있다.
{\displaystyle K_{2}(A)\rightarrow K_{2}(A/I)\rightarrow K_{1}(A,I)\rightarrow K_{1}(A)\cdots \ .}
{\displaystyle K_{1}}에는 {\displaystyle K_{2}}의 값과 짝환이 있다. {\displaystyle A}에 대한 통근 행렬 {\displaystyle X,Y}가 주어지면 {\displaystyle X,Y}를 상로 사용하여 스타인버그 군의 원소 {\displaystyle x,y}를 가져온다. 교환자 {\displaystyle xyx^{-1}y^{-1}}는 {\displaystyle K_{2}}의 원소이다. 사상이 항상 전사적인 것은 아니다.

## 밀너K이론
체 {\displaystyle k}의 {\displaystyle K_{2}}에 대한 위의 표현은 밀너를 다음과 같은 "고차" {\displaystyle K}군의 정의로 이끌었다.
{\displaystyle K_{*}^{M}(k):=T^{*}(k^{\times })/(a\otimes (1-a)),}
따라서 곱셈군 {\displaystyle k^{\times }} 양쪽 이데알의 텐서 대수 몫의 등급이 매겨진 부분으로서
{\displaystyle \left\{a\otimes (1-a):\ a\neq 0,1\right\}.}
{\displaystyle n=0,1,2}의 경우 이들은 아래의 것과 일치하지만 n ≥ 3의 경우 일반적으로 다르다.  예를 들어 {\displaystyle K_{n}}있다. {\displaystyle K_{n}^{M}(\mathbb {F} _{q})=0\;\forall n\geq 2} 이지만, 홀수 n 인 경우 {\displaystyle K_{n}\mathbb {F} _{q}}는 0이 아니다(아래 참조).
텐서 대수의 텐서 곱은 곱 {\displaystyle K_{m}\times K_{n}\rightarrow K_{m+n}}을 유도하고 등급 가환 등급 환 {\displaystyle K_{*}^{M}(F)}을 만든다.
{\displaystyle a_{1}\otimes \cdots \otimes a_{n}\in K_{n}^{M}(k)}의 상을 기호 {\displaystyle \{a_{1},\ldots ,a_{n}\}}라고 한다. {\displaystyle k}에서 가역적인 정수 {\displaystyle m}에 대해 다음 사상이 있다.
{\displaystyle \partial :k^{*}\rightarrow H^{1}(k,\mu _{m})}
여기서 {\displaystyle \mu _{m}}는 {\displaystyle k}의 일부 분리 가능한 확장에서 {\displaystyle m} 번째 단위 근의 군을 나타낸다. 이것은 다음으로 확장된다.
{\displaystyle \partial ^{n}:k^{*}\times \cdots \times k^{*}\rightarrow H^{n}\left({k,\mu _{m}^{\otimes n}}\right)\ }
밀너 {\displaystyle K}군의 정의 관계를 만족한다. 따라서 {\displaystyle \partial ^{n}}는 {\displaystyle K_{n}^{M}(k)}에 대한 사상으로 볼 수 있다. 이를 갈루아 기호 사상이라고 한다.
블라디미르 보예보츠키에 의해 입증된 밀너 추측은 체의 에탈(또는 갈루아) 코호몰로지와 2를 법으로 하는 밀너 K-이론 사이의 관계이다. 홀수 소수에 대한 비슷한 진술은 보예보츠키, 로스트 등에 의해 증명된 블로흐-가토 추측이다.

## 고차K이론
고차 {\displaystyle K}군의 허용된 정의는 Quillen (1973)에 의해 제공되었으며, 몇 년 동안 양립할 수 없는 몇 가지 정의가 제안되었다. 프로그램의 목적은 {\displaystyle R\Rightarrow \mathbf {K} (R)} 및 {\displaystyle (R,I)\Rightarrow \mathbf {K} (R,I)}가 함수가 되도록 공간을 분류하는 관점에서 {\displaystyle \mathbf {K} (R)} 및 {\displaystyle \mathbf {K} (R,I)}의 정의를 찾는 것이다. 공간의 호모토피 범주와 상대적인 K-군에 대한 긴 완전열은 올화 {\displaystyle \mathbf {K} (R,I)}의 긴 호모토피 완전열{\displaystyle \mathbf {K} (R,I)\rightarrow \mathbf {K} (R)\rightarrow \mathbf {K} (R/I)}로 발생한다.
퀼런은 "+-구성"과 " Q -구성"의 두 가지 구성을 제공했으며 후자는 이후 다른 방식으로 수정되었다. 두 구성은 동일한 {\displaystyle K}군을 생성한다.

### +-구조
고등 대수 {\displaystyle K}환 이론의 가능한 정의 중 하나는 퀼런에 의해 제공되었다.
{\displaystyle K_{n}(R)=\pi _{n}(B\operatorname {GL} (R)^{+}),}
여기서 {\displaystyle \pi _{n}}은 호모토피 군이고, {\displaystyle \operatorname {GL} (R)}은 무한대로 가는 행렬의 크기에 대한 {\displaystyle R}에 대한 일반선형군의 직접 극한이고, {\displaystyle B}는 호모토피 이론의 분류 공간 구성이며, +는 퀼런의 플러스 구성이다. 그는 원래 {\displaystyle {\text{GL}}_{n}(\mathbb {F} _{q})}의 군 코호몰로지를 연구하면서 이 아이디어를 발견했고, 그의 계산 중 일부는 {\displaystyle K_{1}(\mathbb {F} _{q})}와 관련되어 있다는 것을 알았다.
이 정의는 {\displaystyle n>0}에만 적용된다. 그래서 우리는 종종 고차 대수적 {\displaystyle K}이론을 다음을 통해 정의한다.
{\displaystyle K_{n}(R)=\pi _{n}(B\operatorname {GL} (R)^{+}\times K_{0}(R))}
{\displaystyle B\operatorname {GL} (R)^{+}}는 경로 연결이고 {\displaystyle K_{0}(R)}는 이산적이므로 이 정의는 고차에서도 다르지 않으며 {\displaystyle n=0}에도 적용된다.

### Q구조
Q 구조는 +구조와 동일한 결과를 제공하지만 보다 일반적인 상황에 적용된다. 더욱이, 정의는 Q 구성을 통해 정의된 {\displaystyle K}군이 정의에 의해 기능적이라는 점에서 보다 직접적이다. 이 사실은 플러스 구조에서 자동적이지 않다.
{\displaystyle P}가 완전 범주라고 가정하자. {\displaystyle P}에 연관된 새로운 범주 {\displaystyle QP}가 정의되며, 그 대상은 {\displaystyle P}의 대상이다. {\displaystyle M'}에서 {\displaystyle M''}로 가는 사상은 다이어그램
{\displaystyle M'\longleftarrow N\longrightarrow M''}

의 동형사상 동치류이다. 여기서 첫 번째 화살표는 허용 가능한 전사 사상이고 두 번째 화살표는 허용 가능한 단사 사상이다. {\displaystyle QP}의 사상들은 사상이
{\displaystyle X\leftarrow Z\rightarrow Y}
인 대응 {\displaystyle Z\subset X\times Y}으로 주어지는 모티브 범주의 사상 정의와 비슷함에 유의하라. 왼쪽의 화살표가 덮개 사상(따라서 전사)이고 오른쪽의 화살표가 단사인 도형이다. 그런 다음 이 범주는 분류 공간 구성 {\displaystyle BQP}을 사용하여 위상 공간으로 전환될 수 있다. 이는 {\displaystyle QP}의 신경의 기하학적 실현으로 정의된다.  그런 다음, 완전 범주 {\displaystyle P}의 i 번째 {\displaystyle K}군은 고정된 영 대상 {\displaystyle 0}과 함께 다음과 같이 정의된다.
{\displaystyle K_{i}(P)=\pi _{i+1}(\mathrm {BQ} P,0)}
준군 {\displaystyle B{\mathcal {G}}}의 공간 분류는 호모토피 군을 1차 위로 옮기므로 에 유의하라. 즉, {\displaystyle K_{i}}의 차수 이동이 공간의 {\displaystyle \pi _{i+1}}가 된다.
이 정의는 위의 {\displaystyle K_{0}(P)}의 정의와 일치한다. {\displaystyle P}가 유한 생성 사영 R 가군의 범주인 경우 이 정의는 위의 {\displaystyle B\operatorname {GL} ^{+}} 모든 n 에 대한 {\displaystyle K_{n}(R)}의 정의와 일치한다. 보다 일반적으로, 스킴 {\displaystyle X}에 대해, {\displaystyle X}의 고차 {\displaystyle K}군은 {\displaystyle X}의 국소적으로 자유 연접층 (의 완전 범주)의 {\displaystyle K}군으로 정의된다.
이에 대한 다음 변형도 사용된다. 유한 생성 사영(=국소 자유) 가군은 유한 생성 가군을 사용한다. 결과 {\displaystyle K}군은 일반적으로 {\displaystyle G_{n}(R)}로 작성된다. {\displaystyle R}이 뇌터 정칙 환일 때 {\displaystyle G} 이론과 {\displaystyle K}이론이 일치한다. 실제로, 일반 환의 대역 차원은 유한하다. 즉, 유한 생성 모든 가군은 유한한 사영 해결 P * → M 을 가지며 간단한 인수는 [ M ] = Σ ± [ P n ]와 함께 표준 사상 {\displaystyle K_{0}(R)\rightarrow G_{0}(R)}이 동형임을 보여준다. 이 동형은 고차 {\displaystyle K}군에도 확장된다.

### S-구성
{\displaystyle K}이론 군의 세 번째 구성은 발트하우젠{\displaystyle S} 구성이다. 이는 여올화가 있는 범주(발트하우젠 범주라고도 함)에 적용된다. 이것은 완전 범주보다 더 일반적인 개념이다.

## 예

### 유한체
유한체 {\displaystyle \mathbb {F} _{q}}의 K군은 다음과 같다.
{\displaystyle \operatorname {K} _{0}(\mathbb {F} _{q})=\mathbb {Z} }
{\displaystyle \operatorname {K} _{2i}(\mathbb {F} _{q})=0\qquad (i>0)}
{\displaystyle \operatorname {K} _{2i-1}(\mathbb {F} _{q})=\mathbb {Z} /(q^{i}-1)\qquad (i>0)}

### 정수환
정수환 {\displaystyle \mathbb {Z} }의 K군의 계산은 매우 어려운 문제이다.
{\displaystyle \operatorname {K} _{0}(\mathbb {Z} )=\mathbb {Z} }
{\displaystyle \operatorname {K} _{1}(\mathbb {Z} )=\mathbb {Z} /2}
{\displaystyle \operatorname {K} _{2}(\mathbb {Z} )=\mathbb {Z} /2}
{\displaystyle \operatorname {K} _{3}(\mathbb {Z} )=\mathbb {Z} /48}
{\displaystyle \operatorname {K} _{4}(\mathbb {Z} )} = 0
이나 일반적인 경우에 대해서는 추측만 있다.
퀼런 대수 {\displaystyle K}이론이 대수 기하학 및 위상 수학의 다양한 측면에 대한 깊은 통찰을 제공하는 동안 {\displaystyle K}군은 고립되어 있지만 흥미로운 몇 가지 경우를 제외하고는 특히 계산하기 어려운 것으로 입증되었다. (참조: 체의 K-군)

### 대수적K-유한 체 군
환의 고차 대수적 {\displaystyle K}군의 첫 번째이자 가장 중요한 계산 중 하나는 유한 체의 경우에 대해 퀼런 자신이 수행했다.
{\displaystyle \mathbb {F} _{q}}가 q 원소가 있는 유한 체일 때:
- {\displaystyle K_{0}(\mathbb {F} _{q})=\mathbb {Z} }.
- {\displaystyle K_{2i}(\mathbb {F} _{q})=0\;\forall i\geq 1}.
- {\displaystyle K_{2i-1}(\mathbb {F} _{q})=\mathbb {Z} /(q'-1)\mathbb {Z} \;\forall i\geq 1}.

퀼런은 {\displaystyle A}가 대수적 수체 {\displaystyle F}(유리수의 유한 확장)에서  대수적 정수환인 경우 {\displaystyle A}의 대수적 {\displaystyle K}군이 유한하게 생성됨을 증명했다. 아르망 보렐은 이를 사용하여 꼬임을 법으로 {\displaystyle K_{i}(A),K_{i}(F)}를 계산했다. 예를 들어, 정수 {\displaystyle \mathbb {Z} }에 대해 보렐은 (꼬임을 법으로)
- 양수 k에 대해 i=4k+1이 아닌 양수 i에 대해 {\displaystyle K_{i}(\mathbb {Z} )/{\text{tors.}}=0}
- {\displaystyle K_{4k+1}(\mathbb {Z} )/{\text{tors.}}=\mathbb {Z} \;\forall k>0}.

{\displaystyle K_{2i+1}(\mathbb {Z} )}의 꼬임 부분 군과 유한 군 {\displaystyle K_{4k+2}(\mathbb {Z} )}의 차수는 최근에 결정되었지만 후자의 군이 주기적인지 여부와 군 {\displaystyle K_{4k}(\mathbb {Z} )} 소멸은 원분 정수의 유군에 대한 Vandiver의 추측에 따라 달라진다. 자세한 내용은 퀼런-리히텐바움 추측을 참조.

## 응용과 미해결 문제
대수 {\displaystyle K}군은 L-함수의 특수 값에 대한 추측과 이와사와 이론의 비가환적 주요 추측 공식화 및 고차 조절자 구성에 사용된다.
파신의 추측은 유한 체에 대한 매끄러운 다형체에 대한 고차 대수적 {\displaystyle K}군에 관한 것이며, 이 경우 군이 꼬임까지 사라진다고 말한다.
하이먼 배스의 또 다른 근본적인 추측( 배스' 추측 )은 {\displaystyle A}가 유한 생성 {\displaystyle \mathbb {Z} } 대수일 때 모든 군 ){\displaystyle G_{n}(A)}가 유한 생성다고 말한다. (군 {\displaystyle G_{n}(A)}는 유한 생성 {\displaystyle A}-가군 범주의 {\displaystyle K}군이다.)

## 역사
{\displaystyle K}이론의 역사는 바이벨이 자세히 설명했다.
K이론의 시초는 알렉산더 그로텐디크에 의한 그로텐디크-리만-로흐 정리의 증명으로 여겨진다 (1956년). 곧 1950년대 말에 마이클 아티야와 프리드리히 히르체브루흐는 이를 위상 공간 위의 유한 차원 벡터 다발에 적용하여 위상 K이론을 개발하였다.
세르-스완 정리에 따라, 가환환 위의 "유한 차원 벡터 다발"은 유한 생성 사영 가군이다. 이를 사용하여, 1962년에 하이먼 배스와 스티븐 섀뉴얼이 환의 0차·1차 K군을 엄밀히 정의하였다. 2차 K군의 정의는 존 밀너가 1970년에 발견하였다. 밀너는 이 구성을 고차 {\displaystyle n}에 대하여 일반화하였는데, 이를 밀너 K군이라고 한다. 그러나 고차 밀너 K군은 고차 K군과 일반적으로 다르다.
고차 K군의 올바른 정의는 대니얼 퀼런이 1970년대 초에 발견하였다. 퀼런은 플러스 구성과 Q-구성을 정의하였으며, 두 구성이 서로 일치함을 증명하였다.
이후 1985년에 프리트헬름 발트하우젠(독일어: Friedhelm Waldhausen, 1938~)이 퀼런 Q-구성을 호모토피 이론적으로 일반화한 S-구성을 발표하였다.

### 그로텐디크 군K0
19세기에 베른하르트 리만과 그의 학생 구스타프 로흐는 현재 리만-로흐 정리로 알려진 것을 증명했다. {\displaystyle X}가 리만 곡면이면 {\displaystyle X}의 사상 함수와 사상 미분 형식의 집합은 선형 공간을 형성한다. {\displaystyle X}의 선 다발은 이러한 선형 공간의 부분 공간을 결정하며, {\displaystyle X}가 사영인 경우 이러한 부분 공간은 유한 차원이다. 리만-로흐 정리에 따르면 이러한 부분 공간 간의 차원 차이는 선 다발의 차수(꼬인 정도 측정)에 1에서 {\displaystyle X}의 속을 뺀 값과 같다. 20세기 중반에, 리만-로흐 정리는 프리드리히 히르제브루흐에 의해 모든 대수적 다형체로 일반화되었다. 히르체부르흐의 공식화인 히르체부르흐–리만-로흐 정리에서 정리는 오일러 특성에 대한 진술이 되었다. 선형 다발의 특성류에서 오는 보정 계수를 더한 자명한 다발의 이는 사영 리만 곡면에서 선 다발의 오일러 특성이 앞에서 언급한 차원의 차이와 같고, 자명한 다발의 오일러 특성은 1에서 종수를 뺀 값이고, 유일한 중요하지 않은 특성류는 차수이기 때문에 일반화이다.
{\displaystyle K}이론의 주제는 히르제브루흐 정리의 일반화인 그로텐디크-리만-로흐 정리에 등장한 알렉산더 그로텐디크의 1957년 구성에서 이름을 따왔다. {\displaystyle X}를 매끄러운 대수적 다형체라고 하자. {\displaystyle X}의 각 선형 다발에 대해 그로텐디크는 불변량인 클래스를 연결한다. {\displaystyle X}의 모든 클래스 집합은 독일어 Klasse에서 따와 {\displaystyle K(X)}라고 불렀다. 정의에 따르면, {\displaystyle K(X)}는 {\displaystyle X}에 대한 선형 다발의 동치류에 대한 자유 아벨 군의 몫이므로 아벨 군이다. 선형 다발 {\displaystyle V}에 해당하는 기저 원소가 {\displaystyle [V]}로 표시된 경우 선형 다발의 각각의 짧은 완전열에 대해:
{\displaystyle 0\to V'\to V\to V''\to 0,}
그로텐디크는 {\displaystyle [V]=[V']+[V'']} 관계를 부과했다. 이러한 생성원과의 관계는 {\displaystyle K(X)}를 정의하며 완전열와 호환되는 방식으로 선형 다발에 불변량을 할당하는 보편적인 방법임을 암시한다.
그로텐디크는 리만-로흐 정리가 다형체 자체가 아니라 다형체의 사상에 대한 진술이라는 관점을 취했다. 그는 천 특성류와 {\displaystyle X}의 토드 특성류에서 오는 {\displaystyle X}의 저우 군에 대한 {\displaystyle K(X)}의 동형이 있음을 증명했다. 또한, 그는 적절한 사상 {\displaystyle f:X\rightarrow Y} 에서 매끄러운 다형체 {\displaystyle Y}로 동형  {\displaystyle f^{*}:K(X)\rightarrow K(Y)}를 결정한다. 이는 앞으로 밂이라고 한다. 이는 {\displaystyle X}의 선형 다발에서 {\displaystyle Y}의 저우 군에 있는 원소를 결정하는 두 가지 방법을 제공한다. {\displaystyle X}에서 시작하여 먼저 {\displaystyle K}이론에서 앞으로 밂을 계산한 다음 천 특성와 {\displaystyle Y}의 토드 특성류를 적용하거나 먼저 천 특성와 {\displaystyle X}의 토드 특성류를 적용한 다음 저우 군에 대한 앞으로 밂을 계산한다. 그로텐디크-리만-로흐 정리는 이들이 같다고 말한다. {\displaystyle Y}가 점이면 선형 다발은 선형 공간이고 선형 공간의 클래스는 선형 공간의 차원이며 그로텐디크-리만-로흐 정리는 히르체부르흐 정리에 특화되어 있다.
군 {\displaystyle K(X)}는 이제 {\displaystyle K_{0}(X)}로 알려져 있다. 사영 가군로 선형 다발을 대체할 때 {\displaystyle K_{0}}은 또한 비유환 환에 대해 정의되었으며, 여기에서 군 표현에 적용할 수 있다. 아티야와 히르체부르흐는 그로텐디크의 구성을 위상으로 신속하게 전송하고 위상 K-이론을 정의하는 데 사용했다. 위상 {\displaystyle K}이론은 놀라운 코호몰로지 이론의 첫 번째 예 중 하나이다. 정규화 공리를 제외한 모든 에일렌베르크-스틴로드 공리를 만족하는 군 {\displaystyle K_{n}(X)}의 열을 각 위상 공간 {\displaystyle X} (약간의 기술적 제약을 충족)에 연결한다. 그러나 대수적 다형체의 설정은 훨씬 더 엄격하며 위상 수학에서 사용되는 유연한 구조는 사용할 수 없다. 군 {\displaystyle K_{0}}은 대수적 다형체과 비가환 환의 코호몰로지 이론의 시작이 되기 위해 필요한 성질을 만족하는 것처럼 보였지만, 고차 {\displaystyle K_{n}(X)}에 대한 명확한 정의는 없었다. 그러한 정의가 개발되더라도 제한 및 접착을 둘러싼 기술적 문제로 인해 일반적으로 {\displaystyle K_{n}} 다형체이 아닌 환에 대해서만 정의되었다.

### K0,K1,K2
군환에 대한 {\displaystyle K_{1}}과 밀접한 관련이 있는 군은 이전에 J. 화이트헤드에 의해 도입되었다. 앙리 푸앵카레는 삼각 분할 측면에서 다양체의 베티 수를 정의하려고 시도했다. 그러나 그의 방법에는 심각한 차이가 있었다. 푸앵카레는 다양체의 두 삼각 분할이 항상 동일한 베티 수를 생성한다는 것을 증명할 수 없었다. 베티 수는 삼각 분할을 세분화하여 변경되지 않았으며, 따라서 공통 세분화를 공유하는 두 삼각 분할은 모두 동일한 베티 수를 가짐이 분명했다. 알려지지 않은 것은 임의의 두 삼각분할이 공통 세분화를 허용한다는 것이다. 이 가설은 Hauptvermutung (대략 "주요 추측"이라는 뜻)으로 알려진 추측이 되었다. 삼각 분할이 세분화 하에서 안정적이라는 사실은 화이트헤드가 단순 호모토피 유형의 개념을 도입하도록 이끌었다. 단순 호모토피 동치는 각각의 추가 단체 또는 세포 변형이 이전 공간의 세분으로 축소되는 방식으로 단순 복합체 또는 세포 복합체에 단체 복합체 또는 세포를 추가하는 측면에서 정의된다. 이 정의에 대한 동기의 일부는 삼각분할의 세분은 원래 삼각분할과 동일한 단순 호모토피이므로 공통 세분을 공유하는 두 삼각 분할은 단순 호모토피 동치여야 한다는 것이다. 화이트헤드는 비틀림이라고 하는 불변량을 도입하여 단순 호모토피 동치가 호모토피 동치보다 더 세밀한 불변임을 증명했다. 호모토피 동치의 비틀림은 현재 화이트헤드 군이라고 하는 군에서 값을 가지며 {\displaystyle {\text{Wh}}(\pi )}로 표시된다. 여기서 {\displaystyle \pi }는 두 복합체의 기본 군이다. 화이트헤드는 자명하지 않은 비틀림의 예를 발견하여 일부 호모토피 동치성이 단순하지 않음을 증명했다. 화이트헤드 군은 나중에 {\displaystyle K_{1}(\mathbb {Z} \pi )}의 몫인 것으로 밝혀졌다. 여기서 {\displaystyle \mathbb {Z} \pi }{\displaystyle \mathbb {Z} \pi }는 {\displaystyle \pi }의 정수 군환이다. 나중에 존 밀너는 주요 추측(Hauptvermutung)을 반증하기 위해 화이트헤드 비틀림과 관련된 불변량인 라이데마이스터 비틀림을 사용했다.
환의 {\displaystyle K_{1}}에 대한 최초의 적절한 정의는 하이먼 배스와 스티븐 섀뉴얼에 의해 만들어졌다. 위상 {\displaystyle K} 이론에서 {\displaystyle K_{1}}은 공간의 현수에 있는 선형 다발을 사용하여 정의된다. 이러한 모든 선형 다발은 공간의 두 절반에 있는 두 개의 자명한 선형 다발이 공간의 공통 띠를 따라 접착되는 클러칭 구성에서 나온다. 이 접착 데이터는 일반선형군을 사용하여 표현되지만 기본 행렬(기본 행 또는 열 작업에 해당하는 행렬)에서 나오는 해당 군의 원소는 동등한 접착을 정의한다. 이에 동기를 부여하여 환 {\displaystyle R}의 {\displaystyle K_{1}}에 대한 배스-섀뉴얼의 정의 {\displaystyle {\text{GL}}(R)/E(R)}이며, 여기서 {\displaystyle {\text{GL}}(R)}은 무한 일반 선형 군(모든 {\displaystyle {\text{GL}}_{n}(R)}의 합집합)이고 {\displaystyle E(R)}는 기본 행렬의 부분 군이다. 그들은 또한 환의 동형에 대한 {\displaystyle K_{0}}의 정의를 제공하고 {\displaystyle K_{0}}과 {\displaystyle K_{1}}이 상대적인 호몰로지 정확한 서열과 비슷한 정확한 서열에 함께 맞을 수 있음을 증명했다.
이 기간의 {\displaystyle K}이론 작업은 배스의 책 Algebraic K 이론 에서 최고조에 달했다. 당시 알려진 결과에 대한 일관된 설명을 제공하는 것 외에도 배스는 정리의 많은 진술을 개선했다. 특히 주목할 점은 배스가 무티와의 초기 작업을 기반으로 현재 대수 <i id="mw8Q">K</i> 이론의 기본 정리로 알려진 것의 첫 번째 증명을 제공했다는 것이다. 이것은 환 {\displaystyle R}의 {\displaystyle K_{0}}을 {\displaystyle R}의 {\displaystyle K_{1}}, 다항식 환 {\displaystyle R[t]}및 국소화 {\displaystyle R[t,t^{-1}]}과 관련시키는 4항 완전열이다. 배스는 이 정리가 {\displaystyle K_{1}}의 관점에서 {\displaystyle K_{0}}에 대한 설명을 제공한다는 것을 인식했다. 이 설명을 재귀적으로 적용하여 음수 {\displaystyle K}군 {\displaystyle K_{-n}(R)}을 생성했다. 독립적인 작업에서 막스 카루비는 특정 범주에 대해 음의 {\displaystyle K}군에 대한 또 다른 정의를 제공하고 그의 정의가 배스와 동일한 군을 산출함을 증명했다.
이 주제의 다음 주요 발전은 {\displaystyle K_{2}}의 정의와 함께 이루어졌다. 스타인버그는 체에 대한 셰발리 군의 보편적 중심 확대를 연구하고 생성자와 관계 측면에서 이 군을 명시적으로 제시했다. 기본 행렬의 군 {\displaystyle E_{n}(k)}의 경우, 보편 중심 확대는 이제 {\displaystyle {\text{St}}_{n}(k)}로 쓰여지고 스타인버그 군이라고 불린다. 1967년 봄에 존 밀너는 {\displaystyle K_{2}(R)}을 동형사상 {\displaystyle {\text{St}}(R)\rightarrow E(R)}의 핵심으로 정의했다. 군 {\displaystyle K_{2}}는 {\displaystyle K_{1}}과 {\displaystyle K_{0}}에 대해 알려진 완전열의 일부를 더 확장했으며 정수론에 놀라운 응용을 가졌다. 히데야 마츠모토의 1968년 논문은 체 {\displaystyle F} 에 대해 {\displaystyle K_{2}(F)}가 다음과 동형임을 보여주었다.
{\displaystyle F^{\times }\otimes _{\mathbf {Z} }F^{\times }/\langle x\otimes (1-x)\colon x\in F\setminus \{0,1\}\rangle .}
이 관계는 국소체에 대한 2차 방정식의 해결 가능성을 나타내는 힐베르트 기호로도 충족된다. 특히 존 테이트는 {\displaystyle K_{2}(\mathbb {Q} )}가 본질적으로 이차 상호 법칙을 중심으로 구조화되어 있음을 증명할 수 있었다.

### 고차K군
1960년대 말과 1970년대 초에 고차 {\displaystyle K}이론에 대한 몇 가지 정의가 제안되었다. 스완과 게르스텐은 모두 모든 {\displaystyle n}에 대한 {\displaystyle K_{n}}의 정의를 만들었고 게르스텐은 그의 이론과 스완의 이론이 동등하다는 것을 증명했지만 두 이론이 모든 예상 성질 을 만족시키는 것으로 알려지지 않았다. Nobile과 빌라메이어는 또한 고차 {\displaystyle K}군의 정의를 제안했다. 카루비와 빌라메이어는 모든 {\displaystyle n}에 대해 얌전한 {\displaystyle K}군을 정의했지만 {\displaystyle K_{1}}에 해당하는 군은 때때로 배스-섀뉴얼 {\displaystyle K_{1}}의 적절한 몫이었다. 그들의 {\displaystyle K}군은 이제 {\displaystyle KV_{n}}이라 불리며 {\displaystyle K}이론의 호모토피 불변 수정과 관련이 있다.
부분적으로 마츠모토의 정리에서 영감을 받아 밀너는 체의 상위 {\displaystyle K}군에 대한 정의를 만들었다. 그는 자신의 정의를 "순전히 임시방편 "으로 언급했으며 모든 환에 일반화되는 것처럼 보이지 않았고 고차 {\displaystyle K}체 이론의 올바른 정의인 것처럼 보이지도 않았다. 훨씬 후에 네스터렌코와 수슬린 그리고 토타로에 의해 밀너 {\displaystyle K}이론이 실제로 체의 진정한 {\displaystyle K}이론의 직접 요약이라는 것을 발견했다. 구체적으로, {\displaystyle K}군은 가중치 여과라는 여과를 가지며, 체의 밀너 {\displaystyle K}이론은 {\displaystyle K}이론 중 가장 높은 가중치 등급 조각이다. 또한 토마슨은 일반적인 다형체에 대한 밀너 {\displaystyle K}이론의 유사성이 없다는 것을 발견했다.
널리 받아들여지는 고차 {\displaystyle K}이론의 첫 번째 정의는 대니얼 퀼런의 정의였다. 위상 수학의 아담스 추측에 대한 퀼런의 작업의 일부로, 그는 분류 공간 {\displaystyle B\operatorname {GL} (\mathbb {F} _{q})}에서 ψq − 1의 호모토피 올로 사상을 구성했다. 여기서 ψ q 는 분류 공간 BU에 작용하는 q 번째 아담스 연산이다. 이 사상은 비순환적이며 {\displaystyle B\operatorname {GL} (\mathbb {F} _{q})}을 약간 수정하여 새로운 공간 {\displaystyle B\operatorname {GL} (\mathbb {F} _{q})^{+}}를 생성한 후 사상은 호모토피 동치가 되었다. 이 수정을 플러스 구성이라고 한다. 아담스 연산은 그로텐디크의 작업 이후 천 특성류 및 {\displaystyle K}이론과 관련이 있는 것으로 알려졌으므로 퀼런은 R 의 {\displaystyle K}이론을 {\displaystyle B\operatorname {GL} (R)^{+}}의 호모토피 군으로 정의하게 되었다. 이것은 {\displaystyle K_{1}}과 {\displaystyle K_{2}}를 복구했을 뿐만 아니라, {\displaystyle K}이론과 아담스 연산의 관계로 인해 퀼런은 유한 체의 {\displaystyle K}군을 계산할 수 있었다.
분류 공간 {\displaystyle B\operatorname {GL} }이 연결되어 있으므로 퀼런의 정의는 {\displaystyle K_{0}}에 대한 올바른 값을 제공하지 못했다. 또한 음수 {\displaystyle K}군도 제공하지 않았다. {\displaystyle K_{0}}이 알려지고 수용된 정의를 가지고 있기 때문에 이 어려움을 피할 수 있었지만 여전히 기술적으로 어색했다. 개념적으로 문제는 정의가 전통적으로 {\displaystyle K_{1}}의 소스인 {\displaystyle \operatorname {GL} }에서 파생되었다는 것이다. {\displaystyle \operatorname {GL} }은 선형 다발 자체가 아니라 접착 선형 다발에 대해서만 알고 있기 때문에 {\displaystyle K_{0}}을 설명하는 것이 불가능했다.
퀼런과의 대화에서 영감을 얻은 세갈은 곧 {\displaystyle \Gamma }-대상이라는 이름으로 대수 {\displaystyle K}이론을 구성하는 또 다른 접근 방식을 도입했다. 세갈의 접근 방식은 그로텐디크의 {\displaystyle K_{0}} 구성의 호모토피 버전이다. 그로텐디크가 다발의 동치류로 작업한 것을 세갈은 다발 자체로 작업하고 다발의 동형을 데이터의 일부로 사용했다. 그 결과 호모토피 군이 고차 {\displaystyle K}군({\displaystyle K_{0}} 포함)인 스펙트럼이 생성된다. 그러나 세갈의 접근 방식은 일반적인 완전열이 아니라 분할된 완전열에 대한 관계만 부과할 수 있었다. 환 위의 사영 가군 범주에서 모든 짧은 완전열이 분할되므로 {\displaystyle \Gamma }대상를 사용하여 환의 {\displaystyle K}이론을 정의할 수 있다. 그러나 다양한 선형 다발 범주와 환 위의 모든 가군 범주에는 분할되지 않은 짧은 완전열가 있으므로 세갈의 접근 방식은 모든 관심 사례에 적용되지 않았다.
1972년 봄, 퀼런은 엄청난 성공을 거둔 고차 {\displaystyle K}이론의 구성에 대한 또 다른 접근법을 발견했다. 이 새로운 정의는 가군 또는 선형 다발의 범주에 의해 충족되는 성질과 비슷하지만 약간 약한 특정 형식 성질을 충족하는 범주인 완전 범주로 시작되었다. 이것으로부터 그는 "{\displaystyle Q}-구성"이라는 새로운 장치를 사용하여 보조 범주를 구성했다. 세갈의 {\displaystyle \Gamma } 대상과 마찬가지로 {\displaystyle Q}-구성은 그로텐디크의 {\displaystyle K_{0}}의 정의에 뿌리를 두고 있다. 그러나 그로텐디크의 정의와 달리 Q -구조는 아벨 군이 아닌 범주를 만들고 세갈의 {\displaystyle \Gamma }-대상과 달리 {\displaystyle Q} -구조는 짧은 완전열로 직접 작동한다. C가 아벨 범주인 경우 QC는 C 와 동일한 대상이 있지만 사상이 C의 짧은 완전열로 정의되는 범주이다. 완전 범주의 {\displaystyle K}군은 기하학적 실현의 루프 공간인 {\displaystyle \Omega BQC}의 호모토피 군이다(루프 공간을 취하면 첨자가 수정됨). 퀼런은 {\displaystyle K}이론에 대한 그의 두 가지 정의가 서로 일치한다는 그의 "+ = Q 정리"를 추가로 증명했다. 이것은 올바른 {\displaystyle K_{0}}를 산출하고 더 간단한 증명으로 이어졌지만 여전히 음의 {\displaystyle K}군을 산출하지 못했다.
모든 아벨 범주는 완전 범주이지만 모든 완전 범주가 아벨 범주는 아니다. 퀼런은 이 보다 일반적인 상황에서 작업할 수 있었기 때문에 완전 범주를 증명 도구로 사용할 수 있었다. 이 기술을 통해 그는 대수적 {\displaystyle K} 이론의 많은 기본 정리를 증명할 수 있었다. 또한 스완과 게르스텐의 이전 정의가 특정 조건에서 퀼런의 정의와 동일함을 증명하는 것이 가능했다.
{\displaystyle K}이론은 이제 환에 대한 호몰로지 이론과 다형체에 대한 코호몰로지 이론으로 나타났다. 그러나 많은 기본 정리는 문제의 환 또는 다형체가 규칙적이라는 가설을 가지고 있다. 기본적으로 예상되는 관계 중 하나는 다양한 {\displaystyle X} 및 열린 부분 집합 {\displaystyle U}의 {\displaystyle K}이론과 관련된 긴 완전열("국소화 열"라고 함)였다. 퀼런은 완전히 일반적으로 국소화 열의 존재를 증명할 수 없었다. 그러나 그는 {\displaystyle G}이론(또는 때때로 {\displaystyle K}이론)이라는 관련 이론에 대한 존재를 증명할 수 있었다. {\displaystyle G}이론은 그로텐디크에 의해 주제 발전 초기에 정의되었다. 그로텐디크는 다양한 {\displaystyle X}에 대해 {\displaystyle X}에 대한 연접층의 동치류에 대한 자유 아벨 군, 연접층의 완전열에서 오는 가군으로 관계에 대해 {\displaystyle G_{0}(X)}를 정의했다. 후기 수학자들에 의해 채택된 범주론적 틀에서 다형체의 {\displaystyle K}이론은 선형 다발 범주의 {\displaystyle K}이론인 반면, {\displaystyle G} 이론은 연접층 범주의 {\displaystyle K}이론이다. 퀼런은 {\displaystyle G} 이론에 대한 국소화 완전열의 존재를 증명할 수 있었을 뿐만 아니라 일반 환 또는 다형체의 경우 {\displaystyle K}이론이 {\displaystyle G} 이론과 동일하므로 일반 다형체의 {\displaystyle K}이론이 국소화 완전열를 가짐을 증명할 수 있었다. 이 순서는 주제의 많은 사실에 기본이 되었기 때문에 규칙성 가설은 고차 {\displaystyle K}이론에 대한 초기 작업에 널리 퍼졌다.

### 위상 수학에서 대수K이론의 응용
대수적 {\displaystyle K}이론을 위상 수학에 가장 먼저 적용한 것은 화이트헤드의 화이트헤드 비틀림 구성이었다. 밀접하게 관련된 구조는 1963년 찰스 테런스 클레그 월에 의해 발견되었다. 월은 유한 복소수에 의해 지배되는 공간 {\displaystyle \pi }가 {\displaystyle K_{0}(\mathbb {Z} \pi )}의 몫에서 값을 갖는 일반화된 오일러 특성을 갖는다는 것을 발견했다. 여기서 {\displaystyle \pi }는 공간의 기본 군이다. 이 불변량은 Wall's finiteness obstruction이라고 불린다. 왜냐하면 {\displaystyle X}는 불변량이 사라지는 경우에만 유한 복소수와 동등한 호모토피이기 때문이다. 로랑 지벤만은 자신의 논문에서 경계가 있는 콤팩트 다양체의 내부인 열린 다양체에 장애물을 제공하는 월과 비슷한 불변량을 발견했다. 경계가 {\displaystyle M} 및 {\displaystyle N}인 두 다양체가 동형 내부(적절한 경우 TOP, PL 또는 DIFF에서)를 갖는 경우 이들 사이의 동형사상은 {\displaystyle M}과 {\displaystyle N} 사이의 h -보충 경계를 정의한다.
화이트헤드 비틀림은 결국 보다 직접적인 {\displaystyle K}이론적 방식으로 재해석되었다. 이러한 재해석은 h -보충 경계 연구를 통해 이루어졌다. 경계가 {\displaystyle M}과 {\displaystyle N}의 서로소 합집합이고 {\displaystyle W}에 대한{\displaystyle M}과 {\displaystyle N}의 포함이 호모토피 동치인 경계 {\displaystyle W}를 가진 (n + 1)차원 다양체가 존재한다면, n차원 다양체 {\displaystyle M}과 {\displaystyle N}은 h-cobordant이다.이다.(TOP, PL 또는 DIFF 범주에서). 스티븐 스메일의 h -보충 경계 정리는 {\displaystyle n\geq 5}, {\displaystyle W}가 콤팩트하고 {\displaystyle M}, {\displaystyle N} 및 {\displaystyle W}가 단순히 연결된 경우 {\displaystyle W}는 원통 {\displaystyle M\times [0,1]}과 동형이라고 주장했다(TOP에서, PL 또는 DIFF 중 적절함). 이 정리는 {\displaystyle n\geq 5}에 대한 푸앵카레 추측을 증명했다.
{\displaystyle M}과 {\displaystyle N}이 단순 연결되어 있다고 가정하지 않으면 h -보충 경계는 원통일 필요가 없다. 독립적으로 마주르, Stallings 및 바르덴에 의한 s-보충 경계 정리는 일반적인 상황을 설명한다. h -보충 경계는 포함 관계 {\displaystyle M\subset W}의 화이트헤드 비틀림이 사라질 때, 그리고 그 때에만 원통이다. 이것은 단순 연결성 가설이 관련 화이트헤드 군이 자명하다는 것을 암시하기 때문에 h -보충 경계 정리를 일반화한다. 사실 s -보충 경계 정리는 h -보충 경계의 동치류와 화이트헤드 군의 원소 사이에 전단사 대응이 있음을 의미한다.
h -보충 경계의 존재와 관련된 명백한 질문은 그들의 고유성이다. 등가의 자연스러운 개념은 동위 원소이다. 진 세르프는 차원이 최소 5인 {\displaystyle M}차원의 단순하게 연결된 매끄러운 다양체에 대해 h -보충 경계의 동위 원소는 준등방성이라는 약한 개념과 같다는 것을 증명했다. 해쳐와 Wagoner는 유사 동위원소 공간의 구성 원소를 연구하고 이를 {\displaystyle K_{0}(\mathbb {Z} \pi )}의 몫과 연관시켰다.
s -보충 경계 정리에 대한 적절한 문맥은 h -보충 경계의 분류 공간이다. {\displaystyle M}이 CAT 다양체이면 H CAT ( M )은 {\displaystyle M}에서 h -보충 경계의 다발을 분류하는 공간이다. s -보충 경계 정리는 이 공간의 연결된 구성원소 집합이{\displaystyle \pi _{1}(M)}의 화이트헤드 군이라는 진술로 재해석될 수 있다. 이 공간에는 화이트헤드 군보다 더 많은 정보가 포함되어 있다. 예를 들어, 자명한 보충 경계의 연결된 구성 원소는 {\displaystyle M}의 가능한 원통을 설명하고 특히 다양체와 {\displaystyle M\times [0,1]} 사이의 호모토피의 유일성을 방해한다. 이러한 질문에 대한 고려를 통해 발트하우젠은 공간에 대한 대수적 {\displaystyle K}이론을 도입했다. {\displaystyle M}의 대수적 {\displaystyle K}이론은 {\displaystyle K_{1}(\mathbb {Z} \pi _{1}(M))}이 {\displaystyle M}에 대해 수행하는 것과 본질적으로 고차 {\displaystyle K}군에 대해 동일한 역할을 수행하도록 정의되는 공간 {\displaystyle A(M)}이다. 특히, 발트하우젠은 사상 {\displaystyle K_{1}(\mathbb {Z} \pi _{1}(M))\rightarrow {\text{Wh}}(\pi _{1}(M))}일반화 하고 이의 호모토피 올이 호몰로지 이론이다.
{\displaystyle A} 이론을 완전히 발전시키기 위해 발트하우젠은 {\displaystyle K}이론의 토대에서 상당한 발전을 이루었다. 발트하우젠은 발트하우젠 범주를 도입했고 발트하우젠 범주 {\displaystyle {\mathcal {C}}}에 대해 그는 {\displaystyle {\mathcal {C}}}에서 여올화 사슬로 정의된 간단한 범주 {\displaystyle {\mathcal {S}}.{\mathcal {C}}} ({\displaystyle {\mathcal {S}}}는 세갈을 나타냄)를 도입했다. 이것은 완전열의 아날로그를 불러올 필요로부터 {\displaystyle K}이론의 기초를 해방시켰다.

### 대수적K이론에서의 대수적 위상 수학와 대수 기하학
퀼런은 그의 학생인 케네스 브라운에게 {\displaystyle K}이론이 예를 제공할 스펙트럼 층 이론을 만드는 것이 가능할 것이라고 제안했다. {\displaystyle K}이론 스펙트럼 층은 다양한 열린 부분 집합 각각에 해당 열린 부분 집합의 {\displaystyle K}이론을 연관시킨다. 브라운은 그의 논문을 위해 그러한 이론을 발전시켰다. 동시에 게르스텐도 같은 생각을 가지고 있었다. 1972년 가을 시애틀 회의에서 그들은 {\displaystyle {\mathcal {K}}_{n}}의 층 코호몰로지에서 수렴하는 스펙트럼 열을 함께 발견했다. 전체 공간의 {\displaystyle K}군에 대한 X의 {\displaystyle K_{n}}군의 층. 이것은 현재 브라운–게르스텐 스펙트럼 열라고 한다.
{\displaystyle K}군의 층에 대한 게르스텐의 작업에 영향을 받은 스펜서 블로흐는 규칙적인 곡면에서 코호몰로지 군 {\displaystyle H^{2}(X,{\mathcal {K}}_{2})}이 {\displaystyle X}에서 여차원 2인 순환의 저우 군 {\displaystyle CH^{2}(X)}와 동형이다. 이에 영감을 받아 게르스텐은 분수체 {\displaystyle F}가 있는 정칙 국소 환 {\displaystyle R}에 대해 {\displaystyle K_{n}(R)}이 모든 {\displaystyle n}에 대해 {\displaystyle K_{n}(F)}에 삽입된다고 추측했다. 곧 퀼런은 {\displaystyle R}이 체를 포함할 때 이것이 사실임을 증명했고 이를 사용하여 모든 {\displaystyle p}에 대해 다음을 증명했다.
{\displaystyle H^{p}(X,{\mathcal {K}}_{p})\cong \operatorname {CH} ^{p}(X)}
이것은 블로흐의 공식으로 알려져 있다. 그 이후로 게르스텐의 추측에 진전이 있었지만 일반적인 경우는 여전히 미해결이다.
리히텐바움은 숫자 체의 제타 함수의 특수 값이 체의 정수 환의 {\displaystyle K}군으로 표현될 수 있다고 추측했다. 이러한 특별한 값은 정수 환의 에탈 코호몰로지와 관련이 있는 것으로 알려져 있다. 따라서 퀼런은 리히텐바움의 추측을 일반화하여 위상 {\displaystyle K}이론에서 아티야-히르체부르흐 스펙트럼 열과 같은 스펙트럼 열의 존재를 예측했다. 퀼런이 제안한 스펙트럼 열은 환 {\displaystyle R}의 에탈 코호몰로지에서 시작하여 {\displaystyle R}의 {\displaystyle K}이론의 l-adic 완성에 접하는 {\displaystyle R}에서 반전할 수 있는 소수 l에서 완료한 후 충분히 높은 각도에서 시작한다. 리히텐바움이 연구한 사례에서 스펙트럼 열은 퇴화하여 리히텐바움의 추측을 산출한다.
소수 l에 국한해야 할 필요성은 브로우더에게 유한 계수가 있는 {\displaystyle K}이론의 변형이 있어야 한다고 제안했다. 그는 {\displaystyle \mathbb {Z} /l\mathbb {Z} } 선형 공간인 {\displaystyle K}이론 군 {\displaystyle K_{n}(R;\mathbb {Z} /l\mathbb {Z} )}를 도입했으며 위상 {\displaystyle K}이론에서 보트 원소의 아날로그를 발견했다. Soule은 이 이론을 사용하여 대수 {\displaystyle K}이론의 원소를 에탈 코호몰로지의 동치류로 가져간 위상 수학 천 특성류의 아날로그인 "에탈 천 특성류"를 구성했다. 대수적 {\displaystyle K}이론과 달리, 에탈 코호몰로지는 계산 가능성이 높으므로 에탈 천 특성류는 {\displaystyle K}이론의 원소 존재를 감지하는 데 효과적인 방법을 제공했다. 윌리엄 G. 드와이어와 에릭 프리드랜더는 에탈 {\displaystyle K}이론이라는 에탈 위상 수학를 위한 {\displaystyle K}이론을 발명했다. 복소수에 대해 정의된 다형체의 경우, 에탈 {\displaystyle K}이론은 위상 {\displaystyle K}이론과 동형이다. 더욱이 에탈 {\displaystyle K}이론은 퀼런이 추측한 것과 비슷한 스펙트럼 열를 인정했다. 토마슨은 1980년경 보트 원소를 뒤집은 후 유한 계수를 갖는 대수 {\displaystyle K}이론이 에탈 {\displaystyle K}이론과 동형이 된다는 것을 증명했다.
1970년대와 1980년대 초반에 걸쳐 단수 다형체에 대한 K 이론은 여전히 충분한 토대가 부족했다. 퀼런의 K- 이론이 올바른 군을 제공한다고 믿었지만 이러한 군이 예상되는 성질을 모두 가지고 있는지는 알려지지 않았다. 이를 위해 대수 {\displaystyle K}이론을 재구성해야 했다. 이것은 토마슨이 그의 죽은 친구 토마스 트로바우에게 공동 공로를 인정한 긴 논문에서 이루어졌다. 그는 꿈에서 그에게 핵심 아이디어를 주었다고 말했다. 토마슨은 발트하우젠의 {\displaystyle K}이론 구성을 그로텐디크의 Séminaire de Géométrie Algébrique du Bois Marie 6권에 설명된 교차 이론의 기초와 결합했다. 거기에서 {\displaystyle K_{0}}은 대수적 다형체에 대한 다발의 복소수로 설명되었다. 토마슨은 층들의 유도 범주에서 작업하는 경우 다발의 복합체이 다형체의 열린 부분 집합에서 전체 다형체로 확장될 수 있는 경우에 대한 간단한 설명이 있음을 발견했다. 발트하우젠의 {\displaystyle K}이론 구성을 유도 범주에 적용함으로써 토마슨은 대수적 {\displaystyle K}이론이 코호몰로지 이론의 모든 예상 성질을 가짐을 증명할 수 있었다.
1976년에 케이스 데니스는 호흐실트 호몰로지를 기반으로 {\displaystyle K}이론을 계산하는 완전히 새로운 기술을 발견했다. 이것은 {\displaystyle K}이론에서 호흐실트 호몰로지에 이르는 동형사상인 데니스 대각합 사상의 존재를 기반으로 한다. 데니스 대각합 사상은 유한 계수가 있는 {\displaystyle K}이론의 계산에 성공한 것처럼 보였지만 합리적인 계산에는 덜 성공적이었다. 굿윌리는 그의 "함수 계산법"에 동기를 부여받아 {\displaystyle K}이론과 호흐실트 상동론의 중간 이론의 존재를 추측했다. 그는 이 이론을 위상 수학적 호흐실트 호몰로지이라고 불렀는데, 그 이유는 그것의 그라운드 환이 구형 스펙트럼이어야 하기 때문이다(호모토피를 기준으로 연산이 정의되는 환으로 본다). 1980년대 중반에 복스테트는 거의 모든 굿윌리의 추측 성질을 만족시키는 위상학적 호흐실트 호몰로지를 정의했으며, 이는 {\displaystyle K}군의 추가 계산을 가능하게 했다. 데니스 대각합 사상의 복스테트 버전은 스펙트럼 {\displaystyle K\rightarrow THH} 의 변환이었다. 이 변환은 순환 호몰로지와의 관계를 제안하는 THH 에 대한 원형 작용의 고정점을 통해 고려되었다. 노비코프 추측의 대수적 {\displaystyle K}이론적 유추를 증명하는 과정에서 복스테트, 샹 및 메드센은 호흐실트 호몰로지에 대한 순환 호몰로지과 동일한 관계를 갖는 위상적 호흐실트 호몰로지를 갖는 위상 순환 호몰로지를 도입했다. 데니스는 위상 수학적 순환 호몰로지를 통해 위상 수학적 호흐실트 호몰로지에 사상하여 훨씬 더 자세한 계산 도구를 제공한다. 1996년에 둔다스, 굿윌리, 맥카티는 위상 순환 호몰로지이 정확한 의미에서 대수적 {\displaystyle K}이론과 동일한 국소 구조를 갖는다는 것을 증명했다. "계산이 이어진다.

## 같이 보기
- K이론
- 위상 K이론